# Пешарик-э-ле-Пи
Пешари́к-э-ле-Пи (фр. Pécharic-et-le-Py) — коммуна во Франции, находится в регионе Лангедок — Руссильон. Департамент коммуны — Од. Входит в состав кантона Бельпеш. Округ коммуны — Каркасон.
Код INSEE коммуны — 11277.

## Население
Население коммуны на 2008 год составляло 29 человек.
| 1962 | 1968 | 1975 | 1982 | 1990 | 1999 | 2008 |
| ---- | ---- | ---- | ---- | ---- | ---- | ---- |
| 8    | 32   | 23   | 21   | 30   | 31   | 29   |

## Экономика
В 2007 году среди 12 человек в трудоспособном возрасте (15—64 лет) 7 были экономически активными, 5 — неактивными (показатель активности — 58,3 %, в 1999 году было 66,7 %). Из 7 активных работали 5 человек (2 мужчин и 3 женщины), безработных было 2 (1 мужчина и 1 женщина). Среди 5 неактивных 1 человек был учеником или студентом, 3 — пенсионерами, 1 был неактивным по другим причинам.